# Мері Гаррісон Мак-Кі
Мері Скотт Гаррісон, у шлюбі Гаррісон Мак-Кі (3 квітня 1858 — 28 жовтня 1930) — американська політична діячка. Єдина дочка Бенджаміна Гаррісона, 23-го президента США, та його дружини Керолайн Скотт Гаррісон. Після смерті матері в 1892 році Мак-Кі була першою леді США до кінця терміну батька.

## Ранні роки та освіта
Мері Скотт Гаррісон народилася в Індіанаполісі в 1858 році, штат Індіана, і здобула освіту в державних школах.
У листопаді 1884 року одружилася з Джеймсом Робертом Мак-Кі (1857–1942), уродженцем Медісона, штат Індіана, з яким познайомилася в Індіанаполісі. Після того, як її батька було обрано президентом у 1888 році, вона з сім'єю жила з батьками в Білому домі.
У шлюбі народила сина Бенджаміна Гаррісона Мак-Кі (відомий як «Малюк») і Мері Лодж Мак-Кі (одружилася з паном Райзингером).

## Перша леді
Після смерті матері, політикині Керолан Гаррісон, у жовтні 1892 року Мері Гаррісон Мак-Кі стала першою леді США при своєму батькові, і виконувала цю роль до кінця його терміну.
На момент обрання батька президентом була одружена і мала дітей. Під час його повноважень жила з родиною в Білому домі.

## Розрив із батьком
Вдівцем батько зав'язався з племінницею і секретаркою покійної дружини, вдовою Мері Лорд Діммік, на 25 років молодшою від нього, одного віку з Мері, якій була двоюрідною сестрою. Мері Мак-Кі та її брат виступали проти стосунків та повторного шлюбу батька. Мак-Кі розлучилася з батьком, і ні вона, ні її брат не були присутні на весіллі в 1896 році.
Мак-Кі більше ніколи не розмовляла з батьком. Вона повернулася до Індіанаполісу в березні 1901 року під час його останньої хвороби, але прибула через кілька годин після його смерті.

## Пізні роки
Мері Мак-Кі померла у віці 72 років у Гринвічі, Коннектикут. Її поховали на кладовищі Краун-Гілл в Індіанаполісі, штат Індіана, як і її батьки.
Її чоловік пережив її, живучи самостійно в Гринвічі, штат Коннектикут, поблизу їхньої дочки Мері Лодж Рейзінгер та її родини. Згідно з його запискою, Джеймс Мак-Кі був у розпачі через погіршення здоров'я і потребував операції; він покінчив життя самогубством у віці 84 років у жовтні 1942 року.